# آب‌گرمو (گچساران)
آب‌گرمو، محله ای در شهر گچساران استان کهگیلویه و بویراحمد است.

## جمعیت
براساس سرشماری مرکز آمار ایران در سال ۱۳۸۵، جمعیت آن ۱٬۴۰۴ نفر (۲۹۳خانوار) بوده‌است.